# Richard Borrmann
Pour les articles homonymes, voir Borrmann.
Richard Borrmann (né le 27 décembre 1852 à Graudenz et mort le 26 mars 1931 à Berlin) est un chercheur et historien du bâtiment allemand.

## Biographie
Richard Borrmann, fils du propriétaire du manoir Alexander Borrmann et de la fille du pasteur Adele (née Jakobi), étudie à l'école régionale de Pforta de 1866 à 1876 et étudie l'architecture à l'Académie d'architecture de Berlin de 1874 à 1878 sous Friedrich Adler. Après l'examen de directeur de construction, Borrmann accompagne son professeur sur le site de fouilles d'Olympie en tant que professeur stagiaire, où il participe aux trois dernières campagnes sur un total de six. L'un des axes de sa tâche est l'investigation et la reconstruction des terres cuites du toit. Au cours de ces années, des voyages d'études le conduit dans de grandes parties de la Grèce, en Sicile et à Constantinople.
Après l'arrêt provisoire des fouilles à Olympie, Borrmann passe le deuxième examen d'État pour devenir un maître d'œuvre du gouvernement (évaluateur) et travaille dans l'administration du bâtiment de l'État. À partir de 1887, il dresse un inventaire des monuments architecturaux et artistiques de Berlin pour le compte du magistrat berlinois (Berlin 1893). De 1892 à 1904, Borrmann travaille comme directeur adjoint au musée des Arts décoratifs de Berlin. Il y traite des monuments antiques, médiévaux, islamiques et contemporains. Le 1er avril 1904, Borrmann reprend la chaire d'histoire de l'architecture à l'Université technique de Charlottenbourg en tant que successeur de Friedrich Adler. Au cours de l'année universitaire 1908/1909, il est recteur de l'Université technique et à partir de 1919 directeur du musée Schinkel. Ses conférences portent principalement sur les questions d'urbanisme. Pour ses services, Borrmann est nommé officier du bâtiment secret et membre de l'Académie prussienne du génie civil (de). Les universités techniques de Berlin et de Munich lui décernent un doctorat honorifique. En 1921, il est mis à la retraite.

## Travaux (sélection)
- Mit Karl Siebold (de), Friedrich Graeber (de) und Wilhelm Dörpfeld: Über die Verwendung von Terrakotten am Geison und Dache griechischer Bauwerke, G. Reimer, Berlin 1881. als Digitalisat:
- Die Bau- und Kunstdenkmäler von Berlin. Mit einer geschichtlichen Einleitung von P. Clauswitz. Verlag von Julius Springer, Berlin 1893 ZLB, Internet Archive, Google. Unveränd. Nachdruck im Gebrüder Mann Verlag, Berlin 1982  (ISBN 3-7861-1356-4).
- (Hrsg.): Aufnahmen mittelalterlicher Wand- und Deckenmalereien in Deutschland. Wasmuth, Berlin 1897 (Bd. 1), 1928 (Bd. 2).
- Die Baukunst des Altertums und des Islam im Mittelalter. E. A. Seemann, Leipzig 1904.
- Vom Städtebau im islamischen Osten. Ernst, Berlin 1914.
- Baalbek. In: Zeitschrift für Bauwesen, Jg. 72, 1922, S. 249–254 (Digitalisat der Bibliothèque centrale et d'État de Berlin).